# Шкофлє (Дівача)
Шкофлє (словен. Škoflje) — поселення в общині Дівача, Регіон Обално-крашка, Словенія. Висота над рівнем моря: 360,6 м.